# Bicameralismo

Nações com legislaturas bicamerais
Nações com legislaturas unicamerais
Nações sem qualquer legislatura
Nações com legislatura unicameral e órgão consultivo

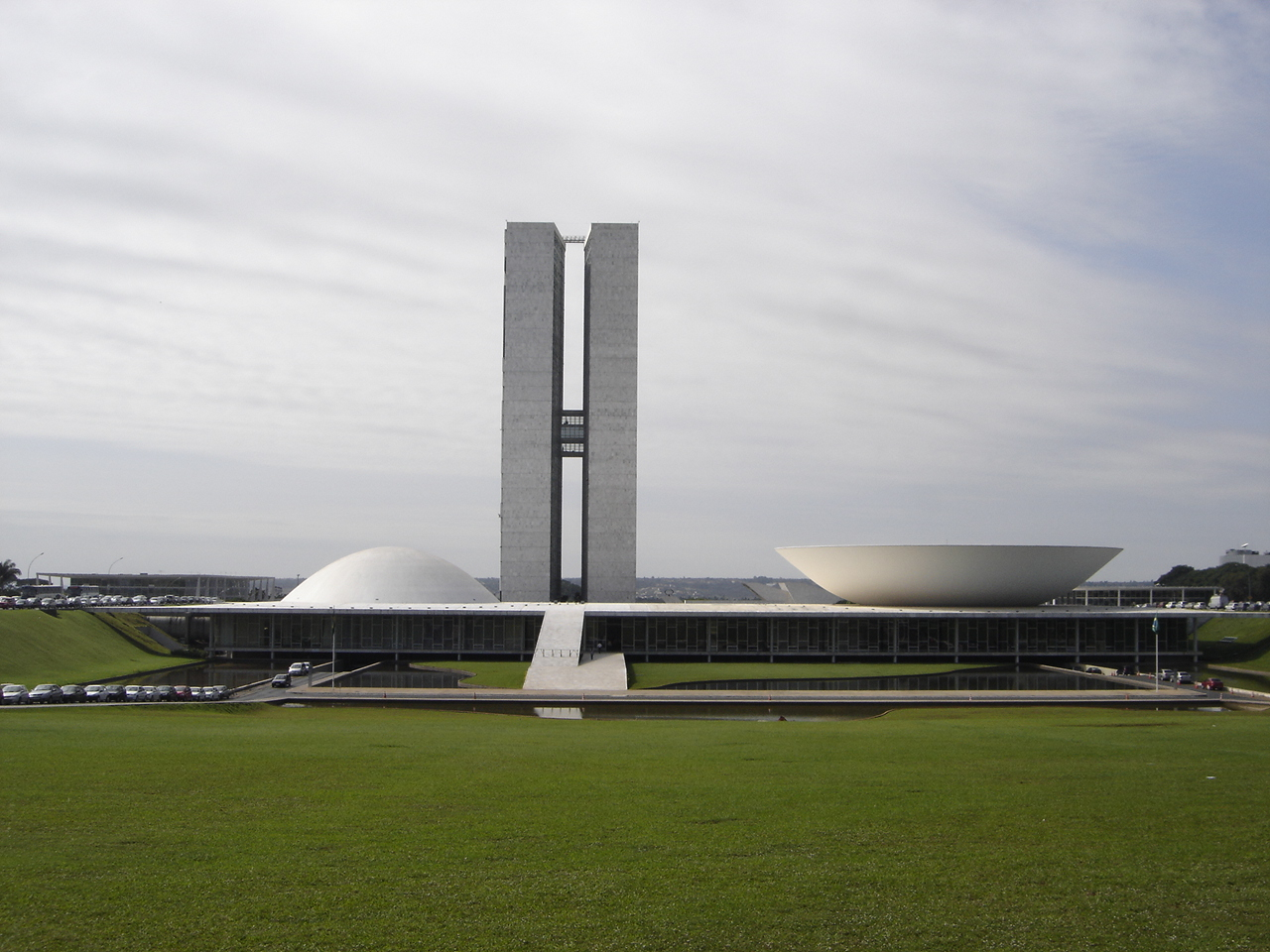
As duas câmaras do Congresso Nacional do Brasil.

Bicameralismo é o regime em que o Poder Legislativo é exercido por duas Câmaras, a Câmara baixa e a Câmara alta. No Brasil representadas pela Câmara dos Deputados e pelo Senado Federal, respectivamente. Sob a influência dos Estados Unidos firmou-se o paradigma de que o Senado Federal representa os Estados da Federação (Art. 46 da Constituição Federal de 1988), ao passo que a Câmara dos Deputados representa o povo.
O fundamento para a existência de duas câmaras não está somente no princípio federativo, mas também em outras funções típicas do Congresso. Assim, ambas as câmaras contribuem ao sistema de freios e contrapesos, evitando uma maioria escassa e/ou circunstancial na outra câmara, o que poderia violar direitos de uma minoria no Processo legislativo; por fim, ainda confere estabilidade à produção normativa e induz a existência de um mútuo controle de qualidade, o que resulta no aperfeiçoamento da legislação.

## História das legislaturas bicamerais
O Parlamento Britânico é muitas vezes referido como a "Mãe dos Parlamentos" (na verdade, uma citação errada de John Bright, que observou em 1865 que "a Inglaterra é a Mãe dos Parlamentos") porque o Parlamento Britânico tem sido o modelo para a maioria dos outros sistemas parlamentares, e seus Atos criaram muitos outros parlamentos.  As origens do bicameralismo britânico podem ser rastreadas até 1341, quando os Comuns se reuniram separadamente da nobreza e do clero pela primeira vez, criando o que era efetivamente uma Câmara Alta e uma Câmara Baixa, com os cavaleiros e burgueses sentados nesta última. Esta Câmara Alta tornou-se conhecida como a Câmara dos Lordes a partir de 1544, e a Câmara Baixa tornou-se conhecida como a Câmara dos Comuns, coletivamente conhecida como as Casas do Parlamento.

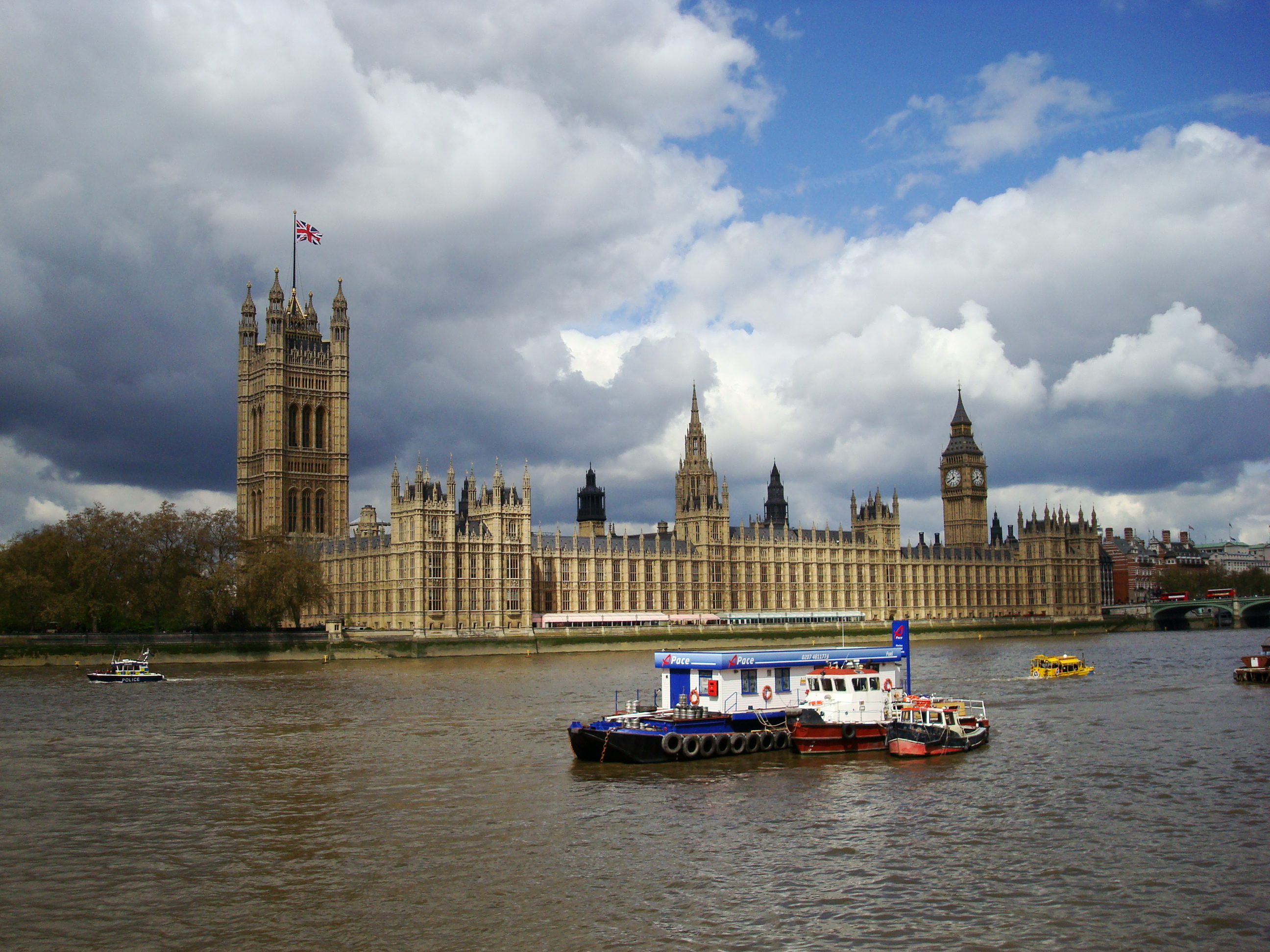
O Palácio de Westminster, sede do Parlamento do Reino Unido

O Capitólio dos Estados Unidos, sede do Congresso dos Estados Unidos

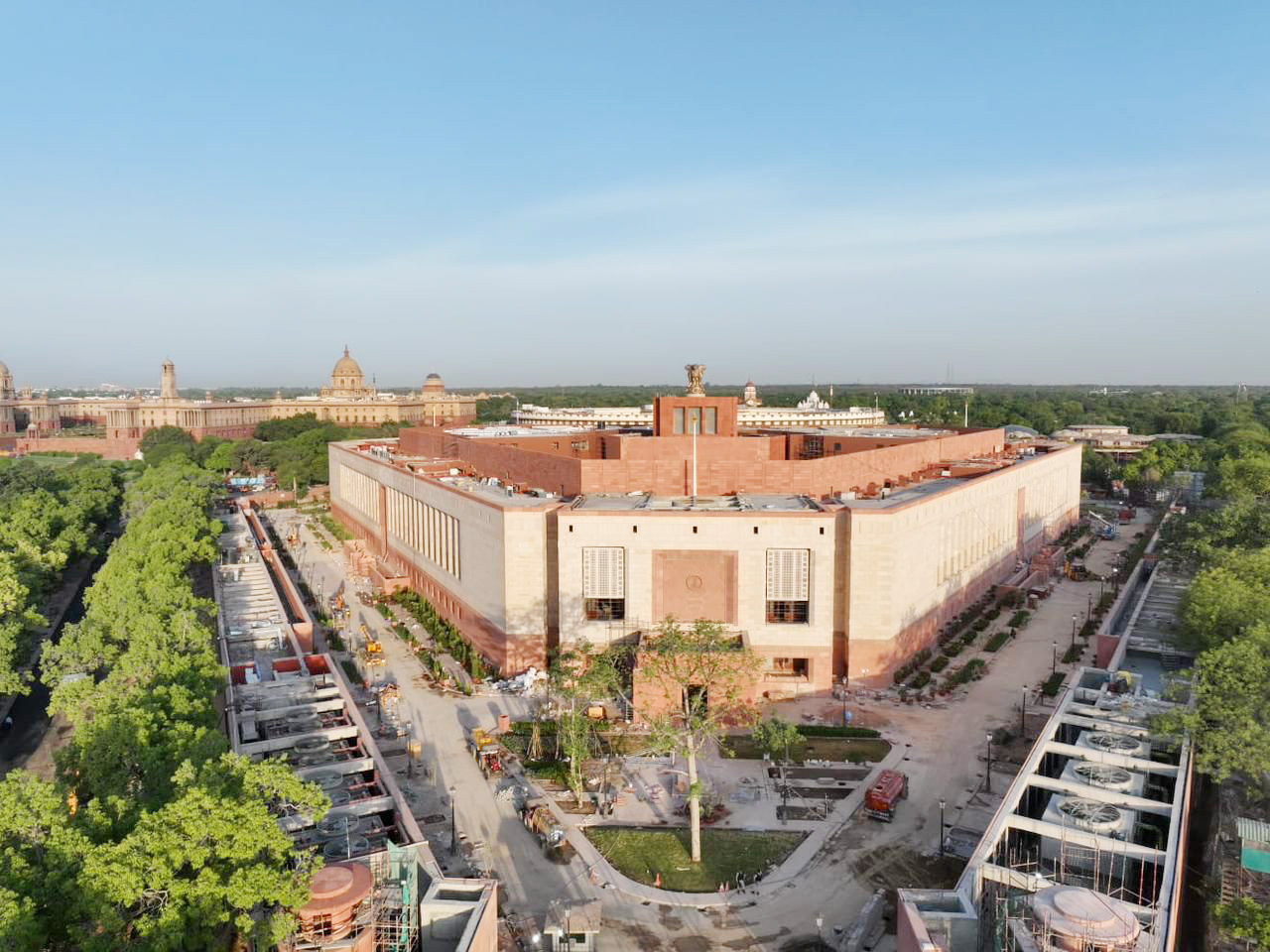
O Novo Sansad Bhavan, sede do Parlamento da Índia

Muitas nações com parlamentos emularam, em algum grau, o modelo britânico de "três níveis". A maioria dos países da Europa e da Commonwealth organizaram igualmente parlamentos com um chefe de Estado em grande parte cerimonial que abre e fecha formalmente o parlamento, uma grande câmara baixa eleita e (ao contrário da Grã-Bretanha) uma câmara alta menor. 
Os Pais Fundadores dos Estados Unidos também eram favoráveis a uma legislatura bicameral. A ideia era que o Senado fosse mais rico e mais sábio. Benjamin Rush viu isso, porém, e observou que "esse tipo de domínio está quase sempre ligado à opulência". O Senado foi criado para ser uma força estabilizadora, não eleita pelos eleitores de massa, mas escolhida pelos legisladores estaduais. Os senadores seriam mais conhecedores e mais deliberados – uma espécie de nobreza republicana – e um contraponto ao que James Madison via como a "inconstância e paixão" que poderia absorver a Câmara.
Observou ainda que "o uso do Senado é para consistir em sua tramitação com mais frieza, com mais sistema e com mais sabedoria, do que o poder popular". O argumento de Madison levou os Framers a conceder ao Senado prerrogativas em política externa, uma área onde a firmeza, a discrição e a cautela eram consideradas especialmente importantes. Os legisladores estaduais escolheram o Senado, e os senadores tinham que possuir propriedades significativas para serem considerados dignos e sensatos o suficiente para o cargo. Em 1913, foi aprovada a 17ª Emenda, que determinava a escolha dos senadores pelo voto popular, em vez das legislaturas estaduais.
Como parte do Grande Compromisso, os Pais Fundadores inventaram uma nova lógica para o bicameralismo, na qual o Senado tinha um número igual de delegados por estado, e a Câmara tinha representantes por populações relativas.
No Império do Brasil, foi criado pela constituição de 1824 com a denominação de Assembleia Geral Legislativa do Império do Brasil e instalada em 6 de maio de 1826, de composição bicameral com formação por uma Câmara dos Deputados Gerais e pela Câmara dos Senadores; a partir de 1889, com a república, sua denominação muda para Congresso Nacional da República dos Estados Unidos do Brasil (atualmente Congresso Nacional do Brasil) mantendo a tradição bicameral sedimentada pela Constituição brasileira de 1891 com mandato de 9 anos para senadores e de 4 para deputados que passaram a receber a denominação de deputados federais.

## Regionalmente

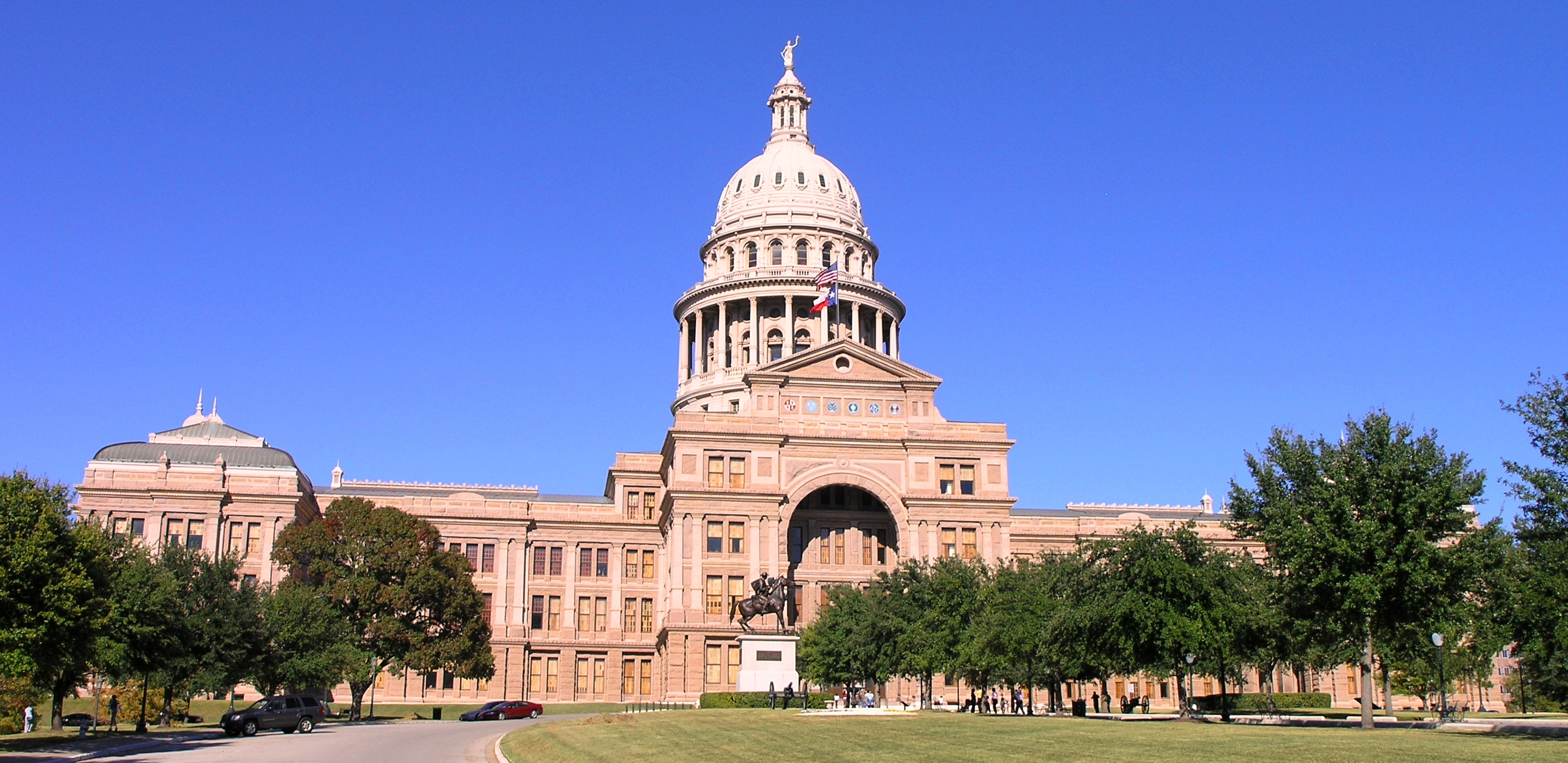
Capitólio do Texas, exemplo de bicameralismo a nível estadual.

Regionalmente, legislaturas bicamerais são pouco comuns: elas existem em todos os estados dos Estados Unidos exceto Nebrasca, em todos os estados da Austrália exceto Queensland, em todos os estados da Alemanha exceto a Baviera. Também estão presentes em alguns estados da Índia e da Argentina e em algumas repúblicas da Rússia. No Brasil o bicameralismo estadual surgiu em alguns estados (8 dos 20 entre eles: Pará,Maranhão, Pernambuco, Alagoas, Bahia, Minas Gerais, São Paulo e Ceará) um ano após a Proclamação da República sendo abolida definitivamente durante o Estado Novo.

## Alguns países com parlamentos bicamerais
- Alemanha: Dieta Federal e Conselho Federal
- Brasil: Câmara dos Deputados e Senado Federal (formam o Congresso Nacional do Brasil)
- Canadá: Câmara dos Comuns e Senado do Canadá
- Estados Unidos: Câmara dos Representantes e Senado dos Estados Unidos (formam o Congresso dos Estados Unidos)
- França: Assembleia Nacional e Senado
- Itália: Câmara dos Deputados e Senado da República
- Rússia: Duma Federal e Conselho da Federação
- Índia: Casa do Povo e Conselho dos Estados
- Japão: Câmara dos Representantes e Câmara dos Conselheiros (formam a Dieta do Japão)
- Reino Unido: Câmara dos Comuns e Câmara dos Lordes